# Chrysler Imperial Parade Phaeton

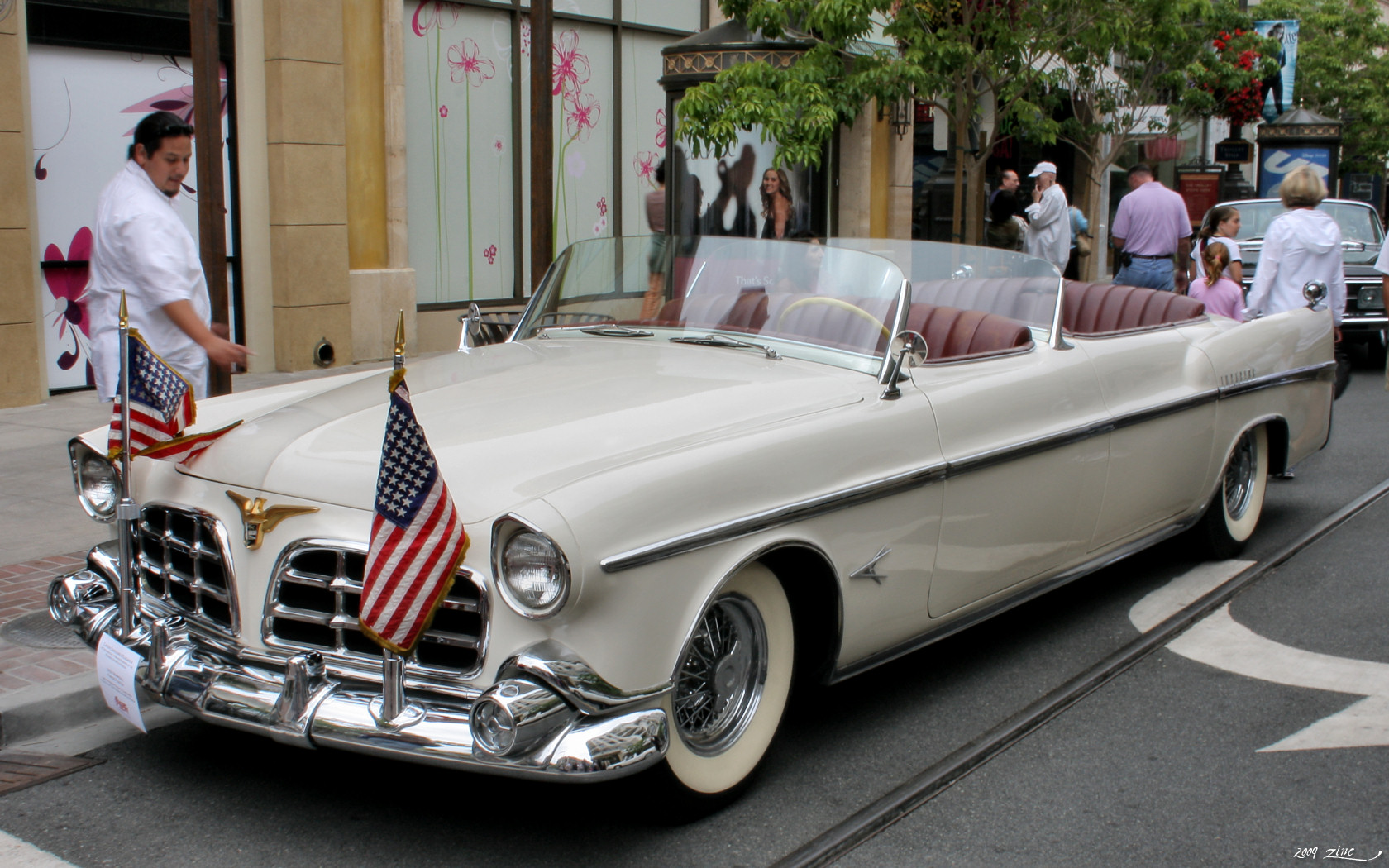
Парадний фаетон Детройта, який тепер є у власності музею Петерсена

Chrysler Imperial Parade Phaeton — автомобіль з кузовом фаетон, який був виготовлений в трьох екземплярах Крайслером у 1952 році як автомобілі для церемоній. Дизайн був розроблений Вірджилом Екснером і багато в чому передував новому стилю «Forward Look», який дебютував пізніше, в 1955 році, на новій окремій марці Imperial і на інших повнорозмірних автомобілях Chrysler.

## Опис моделі
Автомобілі були побудовані на подовженій платформі (до 147.5 дюймів) Crown Imperial Limousine 1952 року і мали повністю виготовлені на замовлення кузови, за виключенням решітки Imperial 1951 року, бамперів та переднього і заднього оздоблення. Майже унікальними для повоєнного автомобіля, вони були фаетонами з подвійним обтічником, з відокремленими переднім і заднім пасажирським відділами, кожен з яких мав своє вітрове скло. Бокові вікна були відсутні, і тендітний легкий лавсановий дах накривав лише задній відділ. Він повністю ховався під ковпак, який відкидався назад, коли не використовувався. Задні двері відчинялись проти ходу машини і не мали жодних ручок ззовні.
Під виготовленим на замовлення кузовом, механічна частина була стандартною як і на тогочасних топових моделях Chrysler, з V8-двигуном FirePower об'ємом 331 куб. дюйм (5.42 л), трансмісією-гідротрансформатором і підсилювачем керма.
Було збудовано три автомобілі. Один був для Нью-Йорка, другий — для Лос-Анджелеса, а третій збирались подарувати Білому Дому, але подарунок відхилили, так як це суперечило тогочасним правилам дарування. Замість того, третій автомобіль номінально базувався в Детройті і використовувався по всій країні. Автомобілі продовжували бути у власності й обслуговуватись корпорацією Крайслер.
Після трьох років служби, автомобілі повернули назад на завод в 1955 році для оновлення до зовнішності Imperial 1956 року, в чиєму вигляді вони продовжують існувати й понині. Були замінені перед і зад, включаючи решітки радіатора, бампери і оздоблення. Всередині двигуни були оновлені з 4-камерними карбюраторами, і були встановлені повністю автоматичні трансмісії Powerflite. Автомобілі перефарбували. Після відновлення автомобілі подарували відповідним містам.
Відродження цієї моделі було представлене Крайслером у 1997 році як концепт-кар, який називався Chrysler Phaeton.

## Автомобіль Нью-Йорка

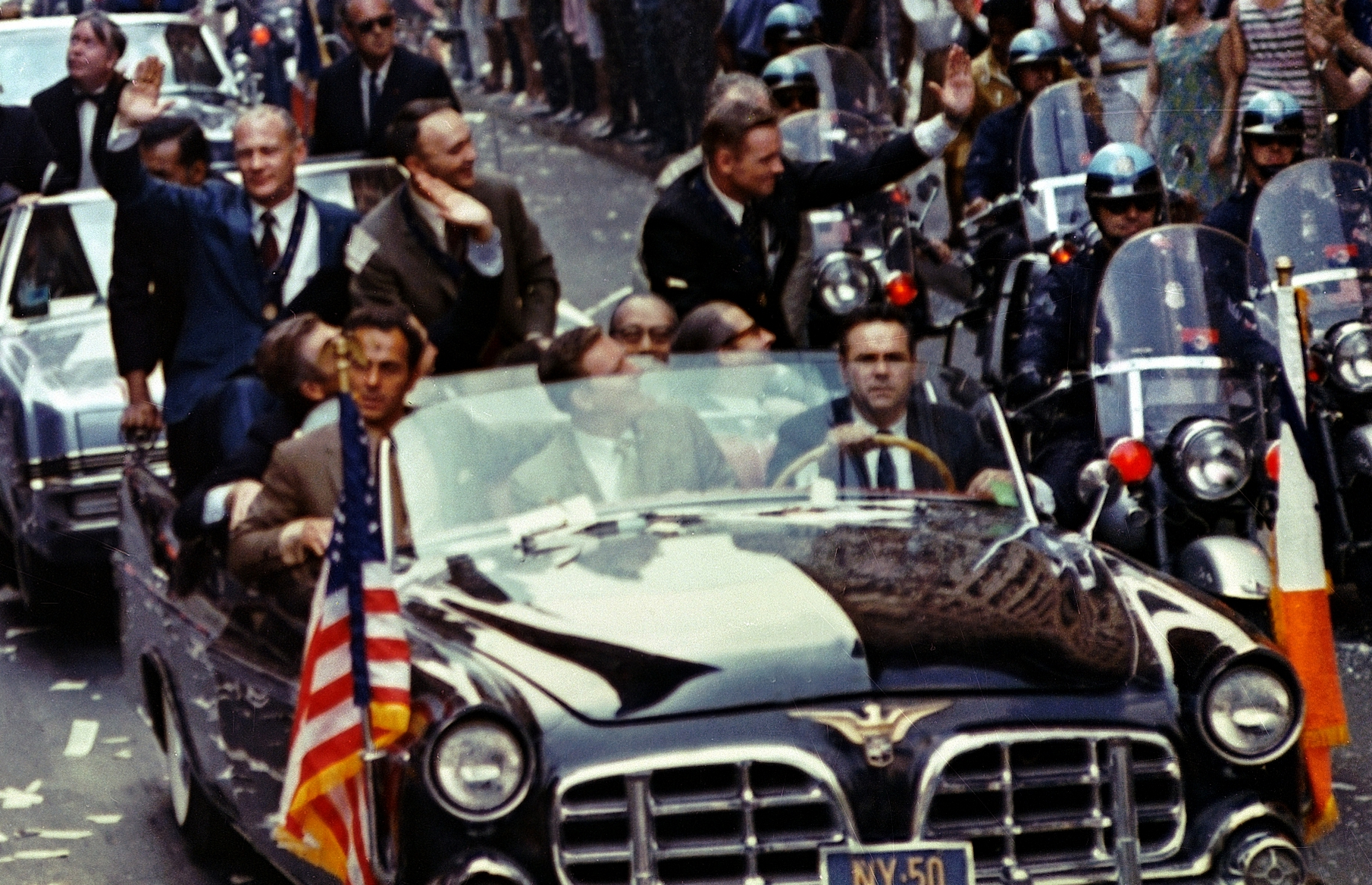
Астронавти Аполлону-11 їдуть в Chrysler Imperial Parade Phaeton Нью-Йорка в параді на цю честь

Автомобіль Нью-Йорка спершу був пофарбований в чорний колір з сірим інтер'єром. В 1955 році його перефарбували в білий з червоним інтер'єром. Його знову перефарбували в чорний перед 11 серпня, 1969 року для параду Аполлону. Автомобіль залишається у власності міста Нью-Йорк, і був відновлений на початку 1980-х. В цей час її пофарбували в чорний знов, але зберегли червоний інтер'єр.
Фаетон досі частково використовується для офіційних функцій, парадів та церемоній. Він віз багатьох сановників, знаменитостей і видатних людей, включаючи астронавтів Аполлону-11.

## Автомобіль Лос-Анджелеса
Автомобіль Лос-Анджелеса був пофарбований в кремовий колір з трояндовим інтер'єром, і вперше використовувався в Турнірі Параду Троянд 1953 року. Згодом він використовувався по всьому Західному Узбережжю. У відновленні 1955 року, його перефарбували в срібно-синій металік з не зовсім білим інтер'єром. В такому вигляді його можна побачити у фільмі 1959 року Бродвейського мюзиклу Малюк Авнер, катаючи персонажа Генерала Булмуза. Його пізніше реставрували і пофарбували в білий колір, зберігши його не зовсім білий інтер'єр. Останнім часом інтер'єр замінили на червоний шкіряний. Він досі знаходиться у володінні міста Лос-Анджелес і бере участь в офіційних парадах і святкуваннях.
У фільмі «Вбивство» Чарлза Бронсона 1987 року був явно показаний автомобіль Лос-Анджелеса. Також він з'явився у фільмі «Cinderfella» Джеррі Льюїса 1960 року.

## Автомобіль Детройта
Автомобіль Детройта спершу був пофарбований в зелений металік з інтер'єром з натуральної свинячої шкіри, і використовувався в подіях по всій країні. Він був перефарбований в пустельний пісок з червоним інтер'єром під час відновлення 1955 року. Цей фаетон був проданий і опинився в приватних руках, ставши частиною колекції Пола Стерна на деякий час, перед тим, як його продали в колекцію Imperial Palace у Лас-Вегасі, Невада, де він експонувався протягом багатьох років. У 2001 році, через розформування насиченої колекції Imperial Palace, його продали Роберту Петерсену і зараз експонується Автомобільному музеї Петерсена в Лос-Анджелесі. В даний момент автомобіль є білого кольору з червоним інтер'єром.